# Gerhard Ritterband
Gerhard Ritterband (* 8. Mai 1904 in Berlin; † 29. September 1959 in West-Berlin) war ein vielbeschäftigter deutscher Schauspieler der Stummfilm- und frühen Tonfilm-Zeit; später wurde er Filmproduzent.

## Werdegang
Ritterband gehört zur ersten Generation von Jugendlichen-Darstellern im deutschen Film noch vor Gustl Stark-Gstettenbaur. Nach eigenen Angaben verdankte er seine Karriere einer Zeitungsannonce, in der ein Junge für einen Film gesucht wurde. Ritterband bewarb sich und trat erstmals als Zwerg mit Vollbart in „Undine“ vor eine Kinokamera. Mit 15 Jahren spielte er in Ernst Lubitschs Filmhit „Die Puppe“ den frechen Lehrbuben des Puppenmachers. Nach diesem Erfolg wurde er 1919 und 1920 gleich in fünf weiteren Filmen in ähnlichen Rollen eingesetzt.
Er spielte den Botenjungen in „Sklaven des Kapitals“ und den Jungen Bobby in „Die Erbschaft von New York“ (beide Deutschland 1919, Wolfgang Neff). Er war die ‚Berliner Range‘ im „Kampf mit dem Drachen“ (1920, Carl Müller-Hagens), der Laufjunge Emil in der „Prinzessin vom Nil“ (1920, Martin Zickel) und der Piccolo Fritz in „Va banque“ (1920, Leo Lasko).
Fritz Lang holte ihn für eine kleine Rolle als Zeitungsjungen in seinem Film „Vier um die Frau“, der ursprünglich „Kämpfende Herzen“ heißen sollte. Das überschnitt sich aber mit dem Titel eines schon 1912 gedrehten Films und 1921 in die Lichtspielhäuser kam.
Der Filmhistoriker Oskar Kalbus sollte ihn noch 1935 als „Filmlausbub Gerhard Ritterband“ bezeichnen.
Auch im noch jungen Tonfilm wurde Ritterband immer wieder besetzt, so in dem Sängerfilm „Das lockende Ziel“ mit dem Startenor Richard Tauber (1930) und in Filmoperetten wie  „Liebeskommando“ mit Dolly Haas (1931),  „Ein Lied ein Kuß ein Mädel“ mit Gretl Theimer (1932) und in Hans Behrendts „Hochzeit am Wolfgangsee“ (1933).
Im  Fach des jugendlichen Komikers erfolgreich, war er bis 1933 ein gefragter Nebendarsteller im deutschen Film. Er verkörperte Bäckerburschen, Zeitungsjungen, Kadetten, ja sogar Gymnasiasten und Theaterinspizienten.
Nach der Machtergreifung der Nationalsozialisten wurde er nach den Nürnberger Rassegesetzen als Halbjude eingestuft. Da er nicht mehr vor der Kamera spielen durfte, versuchte er sich zunächst als Produzent von Kurzfilmen, um dann aber nach England zu emigrieren. Dort heiratete er 1937.
Nach dem Krieg kehrte er nach Deutschland und in seine Heimatstadt Berlin zurück. Als Produzent und Mitinhaber der Filmfirma „Sonne Film GmbH“ war er 1950 am Zustandekommen des Fußball-Kulturfilms „Hinein“ beteiligt.
Gerhard Ritterband starb am 29. September 1959 in Berlin.

## Filmografie
- 1915: Undine
- 1919: Die Austernprinzessin
- 1919: Die Puppe
- 1919: Sklaven des Kapitals
- 1919: Die Erbschaft von New York
- 1920: Kaliber fünf Komma zwei
- 1920: Va banque
- 1921: Aus dem Schwarzbuch eines Polizeikommissars, 1. Teil
- 1921: Das Gasthaus von Chicago
- 1921: Der Tanz um Liebe und Glück
- 1921: Die Bettelgräfin vom Kurfürstendamm
- 1921: Die gestörte Hochzeitsnacht
- 1921: Die große und die kleine Welt
- 1921: Die Geheimnisse von Berlin, 2. Teil
- 1921: Die Liebesabenteuer der schönen Evelyne
- 1921: Die rote Nacht
- 1921: Kämpfende Herzen
- 1921: Ein Tag auf dem Mars
- 1921: Ein ungeklärter Fall
- 1921: Tschetschensen-Rache
- 1922: Das Straßenmädchen von Berlin
- 1922: Der Roman einer armen Sünderin
- 1922: Die fünf Frankfurter
- 1922: Die siebente Nacht
- 1922: Ihr Kammerdiener
- 1922: Im Kampf mit dem unsichtbaren Feind
- 1922: Maciste und die Tochter des Silberkönigs
- 1923: Maciste und die chinesische Truhe
- 1924: Die Motorbraut
- 1924: Niniche
- 1925: Das Geheimnis der alten Mamsell
- 1925: Des Lebens Würfelspiel
- 1925: Die Großstadt der Zukunft
- 1925: Die Kleine aus der Konfektion
- 1925: Finale der Liebe
- 1925: Liebe, Leid und Sport
- 1925: Der Bankkrach Unter den Linden
- 1926: Annemarie und ihr Ulan
- 1926: Der Hauptmann von Köpenick
- 1926: Die Flucht in den Zirkus
- 1926: Die Mühle von Sanssouci
- 1926: Schatz, mach’ Kasse
- 1927: Benno Stehkragen
- 1927: Bigamie
- 1927: Das Haus am Krögel
- 1927: Der Sieg der Jugend
- 1927: Die Frau mit dem Weltrekord
- 1927: Die raffinierteste Frau Berlins
- 1927: § 182 minderjährig
- 1928: Das Fräulein aus Argentinien
- 1928: Der Tanzstudent
- 1928: Jahrmarkt des Lebens
- 1928: Vertauschte Gesichter
- 1929: Das Mädel mit der Peitsche
- 1929: Das Schiff der verlorenen Menschen
- 1929: Die Siebzehnjährigen
- 1929: Kolonne X
- 1929: Hütet Euch vor leichten Frauen
- 1929: Vererbte Triebe
- 1930: Das lockende Ziel
- 1931: Kadetten
- 1931: Liebeskommando
- 1932: Ein Lied, ein Kuß, ein Mädel
- 1932: Unter falscher Flagge
- 1933: Hochzeit am Wolfgangsee

## Abbildungen
- Standfoto aus dem Film „Die Puppe“ (1919) mit Ritterband als Lehrling
- Standfotos aus den Filmen „Die Fahrt ins Blaue“ (1919), „Das Haus am Krögel“ (1927) und „Der Tanzstudent“ (1928) im Bildarchiv der Sächs. Staats- und Universitätsbibliothek Dresden und im Deutschen Filminstitut DIF
- Prüfkarte der Freiwilligen Selbstkontrolle der Filmwirtschaft Wiesbaden, Nr. 717